# Gliese 1132 b

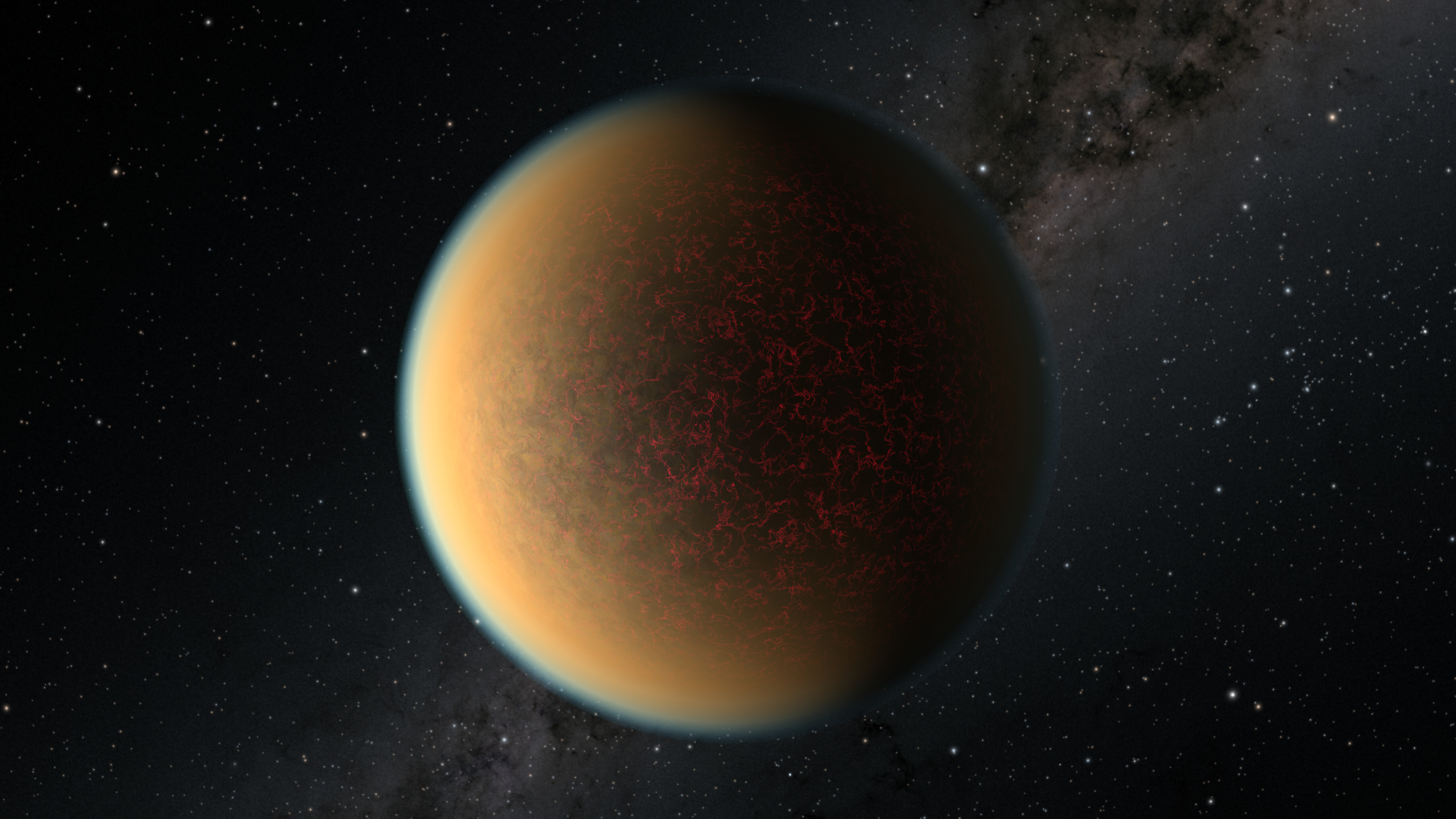
Ấn tượng của nghệ sĩ về ngoại hành tinh GJ 1132 b.

Gliese 1132 b (còn được gọi là GJ 1132 b) là một ngoại hành tinh quay quanh ngôi sao lùn đỏ Gliese 1132 cách Trái Đất 40 năm ánh sáng (13 parsec), trong chòm sao Thuyền Phàm. Hành tinh này được coi là không thể ở được nhưng đủ mát để sở hữu bầu khí quyển. Gliese 1132 b được phát hiện bởi mảng MEarth-South ở Chile.
Thay vào đó, vào năm 2021, việc phát hiện một bầu khí quyển hydro mờ không có heli nhưng với hỗn hợp metan và hydro xyanua (ngụ ý hàm lượng nitơ tự do cơ bản đáng kể trong hỗn hợp, chiếm khoảng 8,9% bầu khí quyển).